# Берёзовский (Баевский район)
Берёзовский — упразднённый посёлок в Баевском районе Алтайского края России. На момент упразднения входил в состав Верх-Чуманского сельсовета. Исключён из учётных данных в 1986 году.

## География
Посёлок находится в северо-западной части Алтайского края, в лесостепной приобской зоне, в истоке реки Пайвенок (приток Пайва), на расстоянии примерно 7 километров (по прямой) к северо-востоку от села Верх-Пайва. Средняя температура января -18,7 °C, июля — +19,4 °C. Годовое количество осадков — 330 мм.

## История
Посёлок Берёзовский был основан в 1920 году. В 1928 году посёлок состоял из 61 хозяйств. В административном отношении входил в состав Пайвенковского сельсовета Баевского района Каменского округа Сибирского края.

## Население
В 1926 году в поселке проживало 297 человек (149 мужчин и 148 женщин), основное население — украинцы